# Ulica Ku Młynom w Bydgoszczy

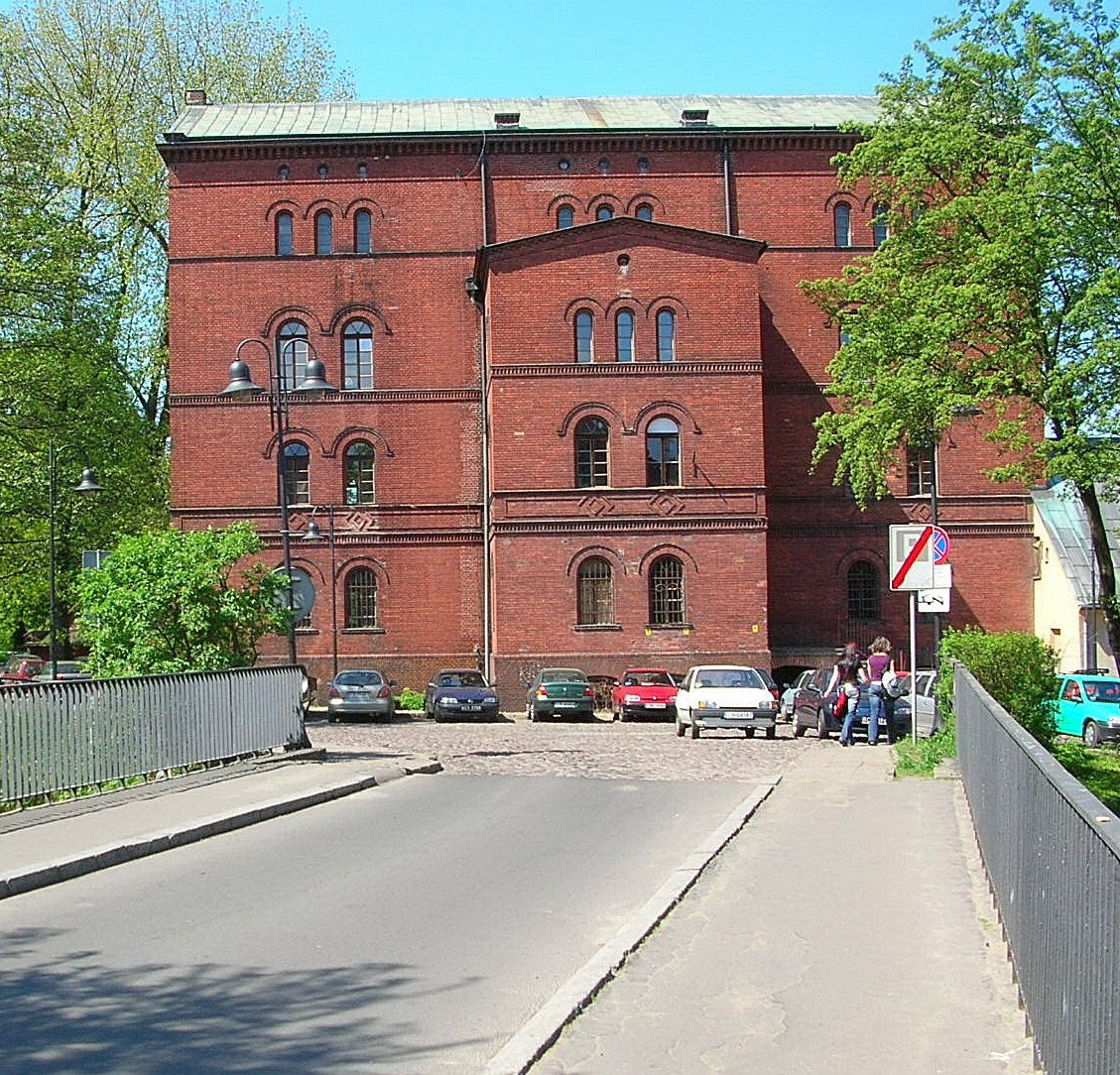
Widok z mostu Młyńskiego w kierunku Wyspy Młyńskiej (Czerwony Spichlerz)

Ulica Ku Młynom w Bydgoszczy – ulica na terenie miasta lokacyjnego Bydgoszczy. 

## Położenie
Ulica znajduje się w zachodniej części Starego Miasta, na szlaku łączącym Stary Rynek z Wyspą Młyńską. Rozciąga się na kierunku wschód-zachód, od ul. Jezuickiej do ul. Mennica. Jej długość wynosi ok. 80 m. 

## Historia
Ulica Ku Młynom istniała w staropolskim okresie egzystencji  bydgoskiego miasta lokacyjnego. Przebiegała na zachodnim obrzeżu  ówczesnego miasta Bydgoszczy, łącząc je z Wyspą Młyńską. Z planu Bydgoszczy wykonanego w 1657 r. przez Erika Dahlberga wynika, że istniał wówczas most przez Młynówkę, zaś ulica prowadziła ku mennicy bydgoskiej rozlokowanej na ówczesnej Wyspie Menniczej. Na planie Gretha z 1774 r. most już nie istnieje (poza starszym mostem farnym, stanowiącym od XIV w. główne połączenie z Wyspą Młyńską), natomiast ulica prowadzi od ul. Jezuickiej pomiędzy istniejącą wówczas zabudową do ul. Przyrzecze i Brdy Młynówki.
W 1791 r. zbudowano most Młyński umożliwiający dojazd z miasta do młynów królewskich, ulokowanych na Wyspie Młyńskiej. Odtąd ulica zyskała obecną długość i przebieg.
Parcela po południowej stronie mostu Młyńskiego (Przyrzecze 10,12,14) należała w okresie staropolskim do szlacheckiej rodziny Ossowskich, zajmującej się piwowarstwem. Sebastian Ossowski ufundował w 1637 r. kaplicę (św. Sebastiana) w farze, zaś Katarzyna Ossowska była żoną burmistrza Wojciecha Łochowskiego. W 1770 r. Jan Ossowski podpisał wilkierz bractwa piwowarów. W 1772 r. nieruchomość dostała się w ręce Niemców: Andrzeja Rocha i Henryka Brinkmanna, którzy odbudowali istniejące tu wcześniej: browar i gorzelnię. W latach 1801–1816 posesja należała do George Henschke, a następnie do radcy komercjalnego Friedricha Augusta Leopolda Loeve. Następnymi właścicielami byli: Wilhelm Ferdinand Miller oraz restauratorzy Carl Wagner i Bartłomiej Czerwiński. Istniejąca tu do lat powojennych restauracja, była w Bydgoszczy bardzo popularna. 
Z kolei parcela po północnej stronie mostu Młyńskiego (Przyrzecze 8) w 1785 r. była zabudowana domem mieszkalnym i spichrzem. Jej właścicielami byli kolejno: dyrektor kamery von Beyer, starszy inspektor budowy młynów - Koplin, handlarz nieruchomościami  Hermann Heinrich Brinkmann, kupiec Georg Haenschke, radca komercjalny Friedrich August Leopold Loeve oraz kupiec Wilhelm Ferdinand Miller (1836). W połowie XIX wieku istniała tu zadaszona łaźnia na palach, w której znajdowały się kabiny kąpielowe. W 1869 r. powstała fabryka octu i magazyn skór, a w 1899 parcelę nabył kupiec Paul Knitter. 
W 1964 r. zbudowano żelbetonowy, poszerzony most Młyński. W okresie powojennym budynki zlokalizowane przy ulicy, bezpośrednio nad Młynówką popadły w ruinę. W 1990 r. w ramach „uporządkowania dawnej zabudowy Starego Miasta” zostały rozebrane, mimo że chętnie uwieczniano je na pocztówkach oraz malowano na obrazach w okresie międzywojennym i powojennym. 
W ramach prac związanych z rewitalizacją Wyspy Młyńskiej oraz Planem Rewitalizacji Bydgoszczy planuje się remont nawierzchni ulicy oraz stylizację mostu. 

### Nazwy
Ulica w przekroju historycznym posiadała następujące nazwy:
- 1800–1816 - Bärenstraβe
- 1840–1861 - Mühlenstraβe
- 1886–1920 - Mühlengasse
- 1920–1939 - Ku Młynom
- 1939–1945 - Mühlengasse
- od 1945 - Ku Młynom

Nazwa ulicy nawiązuje do młynów królewskich, położonych na Wyspie Młyńskiej.